# Sismo de Áquila de 2009
O sismo de Áquila de 2009 foi um sismo de 6,3 graus na escala de magnitude de momento sísmico, segundo o United States Geological Survey (6,7 graus na escala de Richter) registado em 6 de abril de 2009 na zona central da península Itálica. O epicentro foi na cidade de Áquila, região de Abruzos.
O sismo deixou 309 mortos, cerca de 1000 feridos, 15 desaparecidos e centenas de edificações total ou parcialmente destruídas, sobretudo na cidade de Áquila, mas também em outras localidades próximas, como Onna.
O governo italiano lançou um conjunto de medidas de apoio temporário aos milhares de desalojados, como a suspensão de hipotecas e facturas e a concessão de subsídios.